# خلنج الجبل الإنبطرني
خلنج الجبل الإنبطرني (الاسم العلمي:Phyllodoce empetriformis) هو نوع من النباتات يتبع جنس خلنج الجبل من الفصيلة الخلنجية.